# Гаражный панк
Гара́жный панк (от англ. garage punk) — размытый музыкальный жанр на стыке гаражного рока и панк-рока. Обычно это довольно скоростная лоу-фай музыка, которую можно узнать по грязному звуку и по сырому звучанию всех инструментов в целом. Обычно гараж-панк-группы, что немаловажно, подписаны на небольшие независимые рекорд-лейблы или же издаются самостоятельно в домашних условиях.

## История
Основоположниками жанра принято считать группы гаражного рока и прото-панка 1960-х годов — в частности, The Sonics, The Seeds, The Remains, The Standells и MC5 принятно считать исторически первыми группами, игравшими в стиле «гаражный панк». Эти группы позже окажут влияние на прото-панк-коллективы 1970-х годов (The Stooges и New York Dolls) и ранние панк-коллективы (Ramones, The Heartbreakers и The Voidoids).
Сам жанр сформировался и получил своё название уже в поздние 1980-е и начало 1990-х. Детройт, США. Вобрал в себя элементы сёрф-рока, пауэр-попа и психоделическеского рока. Включает в себя эстетику и лирику подросткового возраста, отчаяния, социального недовольства, так же особо подчеркивается сотрудничество с независимыми лейблами.
Ранние английские панк-группы, такие как The Clash нередко характеризовали себя, как «гаражные группы» (на первом, одноименном, альбоме The Clash присутствует композиция «Garageland», в которой есть строки: «We’re a garage band, We come from garageland»).
Группы гаражного панка появляются уже с 1980-х, например The Cramps, The Gories, Thee Mighty Caesars, The Mummies, и Thee Headcoats. К более поздним группам, появившимся в 1990-х, относятся New Bomb Turks, The Oblivians, The Humpers, The Dirtbombs, Black Lips. В наше время наиболее заметными исполнителями жанра являются Yeah Yeah Yeahs, Тай Сигалл и The White Stripes.
В СССР и современной России наиболее известной группой гаражного панка являлась «Гражданская Оборона», также к гаражному панку можно отнести творчество пост-советских коллективов «Поспишь потом», «Четыре таракана» (первый альбом), «Панк-Фракция Красных Бригад», «Sonic Death» (раннее творчество), «Суперкозлы», «Т.Ч. Тормоз», «Красен Глаз», «Казускома», «Солнечно Дождливо» и многие другие.

## Список литературы
1. ↑  Sabin, Roger (1999). Punk Rock: So What?: the Cultural Legacy of Punk. London: Routledge. ISBN 978-0-415-17030-7.
2. ↑  «Garage Punk». AllMusic. Архивная копия от 2 сентября 2016 на Wayback Machine Retrieved 23 July 2016.
3. ↑  Garageland lyrics — The Clash. Дата обращения: 15 марта 2011. Архивировано 3 ноября 2014 года.
4. ↑  Stiernberg, Bonnie. The 50 Best Garage Rock Songs of All Time (англ.) // Paste : magazine. — Paste Media Group. Архивировано 1 августа 2017 года.
5. ↑  Yegor Letov’s Interview in Irkutsk. About music and politics. Дата обращения: 22 октября 2016. Архивировано 16 июля 2020 года.